# Pnigalio mediterraneus
Espèce
Synonymes
- Pnigalio agraules

Pnigalio mediterraneus est une espèce d'insectes hyménoptères de la famille des Eulophidae, originaire de l'Ancien Monde. 
Cet insecte parasitoïde est dans les régions de climat méditerranéen l'un des antagonistes les plus actifs de la mouche de l'olive (Bactrocera oleae).

## Taxinomie
Cette espèce appartient au genre Pnigalio, genre très difficile à étudier à cause de la grande variabilité interspécifique des caractères utilisés pour le diagnostic. En 1984, les espèces Pnigalio mediterraneus et Pnigalio agraules (Walker) ont été synonymisées parce qu'il n'est pas possible de les distinguer sur la base de leur morphologie. Dans une étude italienne publiée en 2009, les auteurs proposent de revalider l'espèce Pnigalio mediterraneus en se fondant sur de multiples arguments : deux marqueurs moléculaires, la sous-unité I du cytochrome oxydase (COI) et le second segment d'extension (D2) de la sous-unité ribosomique 28S (28S-D2), les gammes d'hôtes et la forme des œufs.

### Synonymes
Selon Natural History Museum :
- Eulophus agraules Walker, 1839
- Eulophus barbarus Förster, 1841
- Eulophus populifoliellae Erdös, 1954
- Pnigalio agraules (Walker, 1839)
- Pnigalio agroules (Walker)
- Pnigalio agruales (Walker)
- Pnigalio populifoliella (Erdös)
- Pnigalio populifoliellae (Erdös, 1954)
- Spartiophilus orchesticida Rondani, 1877
- Tineophaga tischeriae Rondani, 1868

## Distribution
L'aire de répartition de Pnigalio mediterraneus couvre l'ensemble du bassin méditerranéen (Europe méridionale, Afrique du Nord, Proche-Orient), l'Europe centrale et nordique (Allemagne, Autriche, Danemark, Hongrie, République tchèque, Suède, Ukraine), le Moyen-Orient, la Russie, jusqu'à l'Extrême-Orient russe, et la Chine (Beijing, Fujian, Gansu, Guangxi, Hubei, Yunnan).

## Description
L'adulte, qui mesure quelques millimètres de long (2,5 à 3,5 mm chez la femelle,  1,5 à 2,5 mm chez le mâle), est de couleur verdâtre et cuivrée. La couleur de la livrée peut cependant varier selon la région, l'hôte et la température à laquelle il s'est développé.
La tête est pourpre et brillante, avec des yeux rouges. Les antennes sont composées de 10 segments : scape, pedicellus, annelus, funiculaire (4 articles) et massue (2 articles). Chez la femelle, les segments funiculaires sont cylindriques et la massue est un peu plus grande et légèrement plus longue que le quatrième segment funiculaire. Chez le mâle, les trois premiers segments funiculaires sont ramifiés ; chaque branche atteint la même longueur que la massue, de sorte que les antennes ressemblent à un peigne à quatre dents. Les antennes du mâle sont couvertes de nombreux poils.
Le thorax est verdâtre, avec des reflets bleuâtres ou cuivrés. Le pronotum a une forme triangulaire, vu de dos. Le mesonotum est couvert de sillons réticulaires, en contraste avec les axillas lisses, et le mesoscutum est parcouru de notaules incomplets. Le propodeum est lisse, pourvu de carène, plis et costula. Les plus petits individus, en particulier les mâles, peuvent présenter une réduction des structures sur le propodeum.
Les ailes antérieures ont une veine marginale qui s'étend sur un tiers de la longueur de l'aile et se connecte à la submarginale sans interruption. La veine submarginale porte des poils. La veine postmarginale est nettement plus longue que la veine stigmale.
L'abdomen est de couleur vert doré, avec des reflets bleutés ou cuivrés chez la femelle, noir violacé avec une bande plus claire chez le mâle.

## Biologie
Pnigalio mediterraneus a été trouvé dans des olives parasitées par la mouche de l'olive récoltées sur des oliviers sauvages ou cultivés en Crète (Grèce) . Bigler nota que le taux d'infestation par le parasite diminuait avec l'augmentation de la densité des hôtes.

## Utilisation en lutte biologique

### Contre la mouche de l'olive
Pnigalio mediterraneus, ainsi qu'Eupelmus urozonus, ont été reconnus comme étant les parasitoïdes majeurs de la mouche de l'olive à Corfou (Grèce), selon les études conduites au début des années 1970 (Pappas et al. 1977). Néanmoins, les auteurs notent que la présence des deux parasitoïdes n'est pas suffisante pour produire, à long terme une réduction du nombre des mouches de l'olive.
La lutte biologique se fait par l'entretien d'un environnement végétal adéquat autour des cultures. Les oliveraies seront entourées de haies végétales. Pnigalio mediterraneus est cité comme parasitoïde qui s'attaque à la mouche de l'olive. Il parasite également Tischeria ekebladella (sur chêne vert), Apion croceifemoratum (sur Anagyris foetida), Phyllocnisis citrella (sur Citrus spp.), Phyllonorycter millierella (sur micocoulier) et Lithocolletis blancardella (sur Malus spp.). Ces espèces sont à introduire dans les haies des oliveraies.
Dans la lutte contre la mouche de l'olive, c'est tout l'écosystème qui doit être pris en considération avec la flore et la faune du sol où hiverne Bactrocera oleae.